# スウェーデンオリエンテーリング連盟
スウェーデンオリエンテーリング連盟（Swedish Orienteering Federation、スウェーデン語: Svenska Orienteringsförbundet、SOFT）はスウェーデンにおけるオリエンテーリング競技を統括する組織。所在地はストックホルムのソルナ。

## 歴史
「オリエンテーリングの父」とも呼ばれるエルンスト・シランデルらによって陸上競技連盟から独立する形で1938年1月6日に設立。創設当時すでに630のクラブ、16000人の加盟員が登録していた。設立と同時にスウェーデンスポーツ連盟に加盟。また国際オリエンテーリング連盟には1961年の設立時より加盟している。
現在はElitserien、Tiomila、O-Ringen、スウェーデン選手権といった世界的にも主要な大会を主催している。
オリエンテーリング雑誌Skogssportも発行している。

## パートナー
- Sveaskog（スウェーデン国有林運営会社、sv:Sveaskog）
- ISC（エストニアのスポーツウェア会社）
- Team Sportia （sv:Team_Sportia）
- シルバ・スウェーデン
- Folksam（en:Folksam）
- Orsa Grönklitt（en:Orsa_Grönklitt）

- アディダス
- Isostar（en:Isostar）